# Герб Унинского района
Герб муниципального образования «Унинский район» — опознавательно-правовой знак, составленный и употребляемый в соответствии с правилами геральдики, служащий символом муниципального района «Унинский район» Кировской области Российской Федерации.

## Описание герба
Описание герба:
В лазоревом поле над золотой, усеянной зелёными пятнами, землёй, золотое, заполненное зеленью колесо о десяти спицах, от которого расходятся четырнадцать расширяющихся к краям серебряных лучей.

## Обоснование символики
Обоснование символики:
Унинский район находится на востоке Кировской области. Унинские земли в прошлом являлись границей Казанского и Вятского наместничества, а Уни традиционно являлось торговым селом. Во второй половине XIX века оно стало центральным местом торговли Глазовского уезда. Унинские селенья, расположенные на Арской дороге, выходившей на казанский тракт, могли меж собой общаться, обмениваться товарами и услугами. Дорога также служила развитию в крае торговли. Колесо в гербе символизирует связующую земли дорогу и развитие торговли в крае. Десять спиц указывают на происхождение названия района от райцентра пгт Уни: «унь» в переводе с удмуртского — «десяток».
Серебряные расходящиеся лучи передают географические особенности Унинского района — на его территории берут начало 14 рек, текущих в разные стороны света.
Оконечность символизирует Ключинскую гору, самую высокую точку в районе. Зелёные вкрапления указывают на то, что в районе имеются залежи редкого минерала — волконскоита, который встречается в виде вкраплений в песчанике. Этот минерал, названный в честь представителя рода Волконских, кроме Кировской области, обнаружен только в Пермском крае и в Удмуртии.
Зелень, которой заполнено колесо, указывает на традиционную сельскохозяйственную и лесную ориентированность экономики района.

## История создания
- 28 апреля 2014 — герб района утверждён решением Унинской районной Думы.[2].